# Benita Nazarre
Benita Nazarre (1783- † 1843) fue una patriota argentina, esposa del coronel Francisco Pico. Es considerada una de las Patricias Argentinas.

## Biografía
María Benita del Rosario Nazarre nació en Buenos Aires, Virreinato del Río de la Plata, en 1783, hija de Antonio Nazarre y de Teresa Pérez de Asiain.
Contrajo matrimonio el 30 de noviembre de 1802 con el capitán Francisco Pico, hijo de Esteban Pico y de María Casilda Waldo, y hermano del general Blas José Pico, con quien casó su hermana melliza María Ramona Nazarre. El 10 de octubre de 1803 nació su hijo Francisco Pico Nazarre, futuro destacado jurisconsulto.
Ella, al igual que su familia y la de su marido, adhirió a la Revolución de Mayo de 1810.
Una de las decisiones adoptadas por el cabildo abierto del 25 de mayo de 1810 ordenaba a la Junta Gubernativa disponer el envío de una expedición a las provincias del interior con el objeto formal de asegurar la libertad en la elección de diputados que las representarían en el gobierno. 

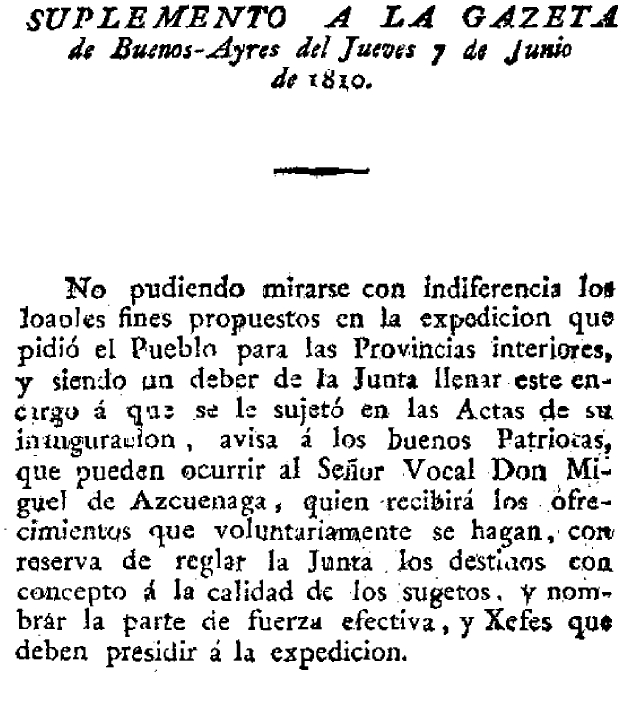
Resolución del 7 de junio de 1810.

Más allá de esa justificación por otra parte razonable, era preciso evitar con rapidez la formación y consolidación de núcleos contrarrevolucionarios y demostrar a los partidarios en el interior del movimiento emancipador que serían sostenidos con decisión y preservados en sus vidas y hacienda por el nuevo gobierno.
El primer objetivo de la Expedición Auxiliadora sería la provincia de Córdoba, donde se organizaba la resistencia alrededor del héroe de la reconquista Santiago de Liniers.
El Cabildo del 25 de mayo había asignado recursos para organizar el nuevo ejército: los sueldos del Virrey Baltasar Hidalgo de Cisneros y de otros altos empleados de su administración. No obstante sea por resultar insuficientes o como medio para movilizar y comprometer a los vecinos con la causa se inició una suscripción pública. 
El 7 de junio la Gazeta de Buenos Aires publicó una resolución en los siguientes términos: "No pudiendo mirarse con indiferencia los loables fines propuestos en la expedición que pidió e pueblo para las provincias interiores, y siendo un deber de la Junta llenar este encargo  a que se le sujetó en las actas de su inauguración, avisa a los buenos patriotas que pueden concurrir al señor Vocal don Miguel de Azcuénaga, quien recibirá los ofrecimientos que voluntariamente se hagan, con reserva de reglar la Junta los destinos, con concepto a la calidad de los sujetos y nombrar la parte de fuerza efectiva y jefes que deben presidir la expedición".

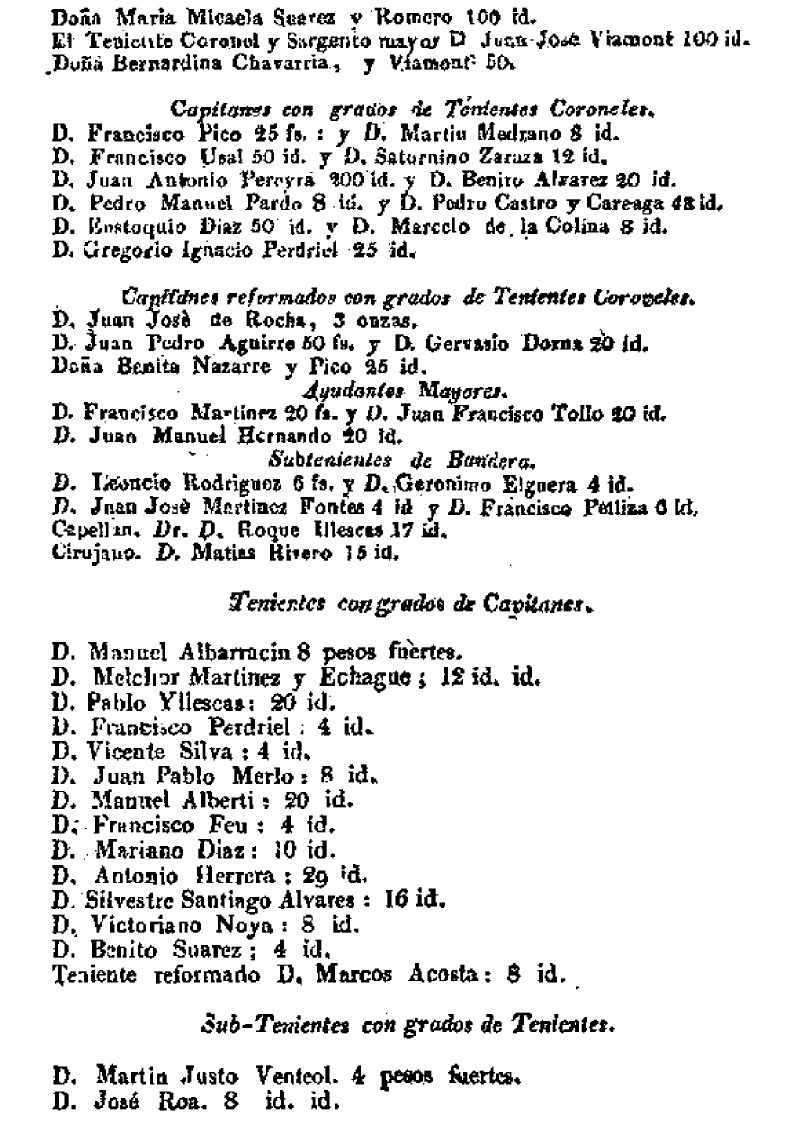
Lista de suscriptores.

Iniciada la suscripción para la también llamada "expedición de Unión de las Provincias interiores" Benita Nazarre apareció en la lista de donativos publicada por La Gaceta contribuyendo con 25 pesos fuertes, de manera similar a su hermana Dionisia Nazarre quien contribuyó con dos onzas de oro.
Con esos donativos y los que se hicieron en varias provincias, un mes después la Junta pasaba revista en Monte Castro a más de mil hombres.
Su marido, ya coronel, fue muerto en Pergamino (Buenos Aires) en 1819 durante las guerras civiles argentinas. Benita Nazarre quedó en difícil situación económica debiendo solicitar al gobierno el 26 de abril de ese año el pago de los sueldos adeudados a su extinto esposo.
Falleció en su ciudad natal el 5 de enero de 1843.